# Citroën Rosalie
La Citroën Rosalie désigne un ensemble de modèles automobiles construits par Citroën de 1932 à 1938.

## Historique
La gamme Rosalie est conçue pour succéder aux Citroën C4 et C6 qui se sont vus doté dès 1931 de moteur flottant dans leurs modèles C4 MFP et C6 MFP (pour Moteur Floating Power, moteur flottant). L'arrivée de ces moteurs montés sur silent-blocs est une avancée majeure que présente Citroën sur ses nouveaux modèles « 8,10,15 CV » au Salon de l’Automobile de Paris en octobre 1932. Les nombres définissent la puissance fiscale des voitures qui représente de manière approximative la taille du moteur de chaque modèle. Des versions dites "Légère" sont déclinées pour la 10 et 15 CV, conservant le même moteur mais sur un châssis plus court et plus étroit. La lettre L ou AL "allégée" est apposée sur l'aile arrière droite.

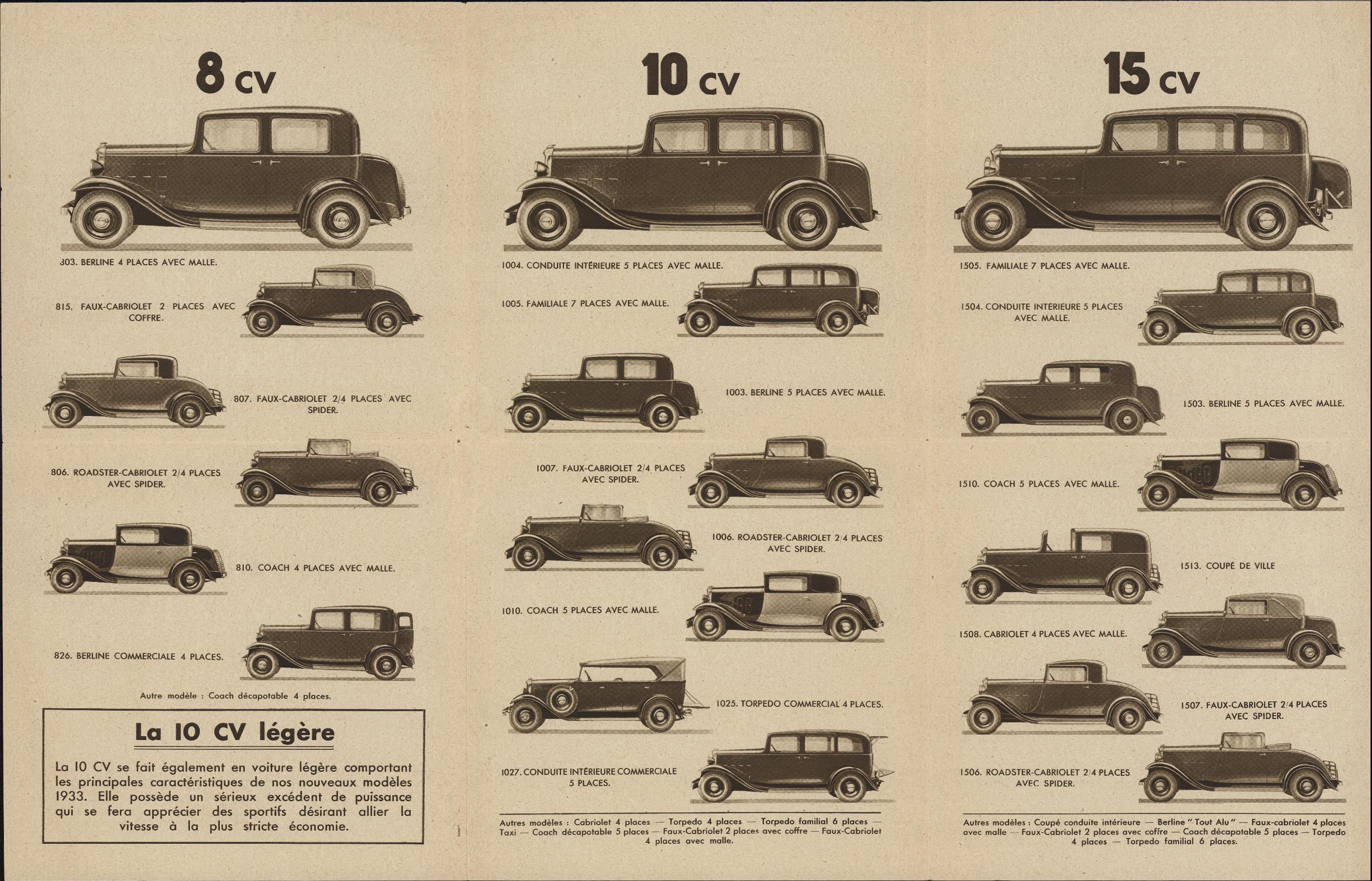
Brochure commerciale Citroën détaillant toutes les déclinaisons de modèle de Rosalie.

Le nom Rosalie sera attribué postérieurement à ces modèles pour des raisons publicitaires liées aux exploits des voitures Yacco « de records » telle que la 8 CV « Petite Rosalie » qui a établi en 1933 plusieurs records de grande endurance sur l'anneau de Montlhéry. La même année, Citroën commercialise de manière assez confidentielle une Rosalie 11 UD, première voiture particulière au monde équipée de série d'un moteur Diesel de cylindrée 1 766 cm3.
Début 1934, toutes les Rosalie ont reçu une modification des caisses dans le but de les moderniser : sont apparues des ailes légèrement affinées, des feux obus et une calandre inclinée. On parle alors de Rosalie "NH" pour "Nouvel Habillage", avec une base mécanique identique aux Rosalie de 1932-1933. Quelques mois plus tard, une évolution sera proposée avec un essieu avant indépendant, on parle alors de NH série B. Face à de nombreux ennuis techniques, cette évolution sera mise de côté.
À l'automne 1934, la nouvelle Traction Avant est introduite au Salon de Paris et de nouveau face à des problèmes techniques liés au système de traction avant, la gamme Rosalie sera adaptée avec le moteur à soupapes en tête de la Traction et le système de propulsion de la Rosalie. Pour se faire, le moteur de Traction doit être inversé, on parle alors de Rosalie 7 MI et 11 MI pour "Moteur Inversé. À partir de l'année-modèle 1933, Citroën a proposé en option le moteur diesel 11UD de 1 766 cm3.

## Spécifications techniques
| Type        | Numéro de châssis                   | Cylindres | Alésage (mm) | Cylindrée (cm3) | Puissance (ch) | Voie AV/AR (m) | Empattement (m) | Masse (kg) |
| 8 A 8B      | 800 000 à 850 125                   | 4         | 68           | 1452            | 8 / 32         | 1,34 1,34      | 2,7             | 1165       |
| 10 A 10 B   | 250 000 à 267 000 420 000 à 425 900 | 4         | 75           | 1767            | 10 / 36        | 1,42 1,44      | 3               | 1350       |
| 10 AL 10 BL | 290 000 à 298 200 460 000 à 461 313 | 4         | 75           | 1767            | 10 / 36        | 1,34 1,34      | 2,7             | 1205       |
| 15 A 15 B   | 650 000 à 660 820                   | 6         | 75           | 2650            | 15 / 56        | 1,42 1,44      | 3,15            | 1450       |
| 15 AL 15 BL | 670 000 à 675 226                   | 6         | 75           | 2650            | 15 / 56        | 1,34 1,34      | 2,91            | 1360       |

## Modèles
Le modèle a été commercialisé sous différentes dénominations et puissances :
- 8 CV, 10 CV (4 cylindres), et 15 CV (6 cylindres)
- 7 et 11 MI (à moteur culbuté) dérivés des 7 et 11 CV à traction avant.

Les carrosseries d'usine disponibles étaient le coach (deux portes), le faux-cabriolet, le roadster-cabriolet, le cabriolet, la conduite intérieure communément appelé berline (quatre portes quarte glaces), et la familiale (quatre portes six glaces).

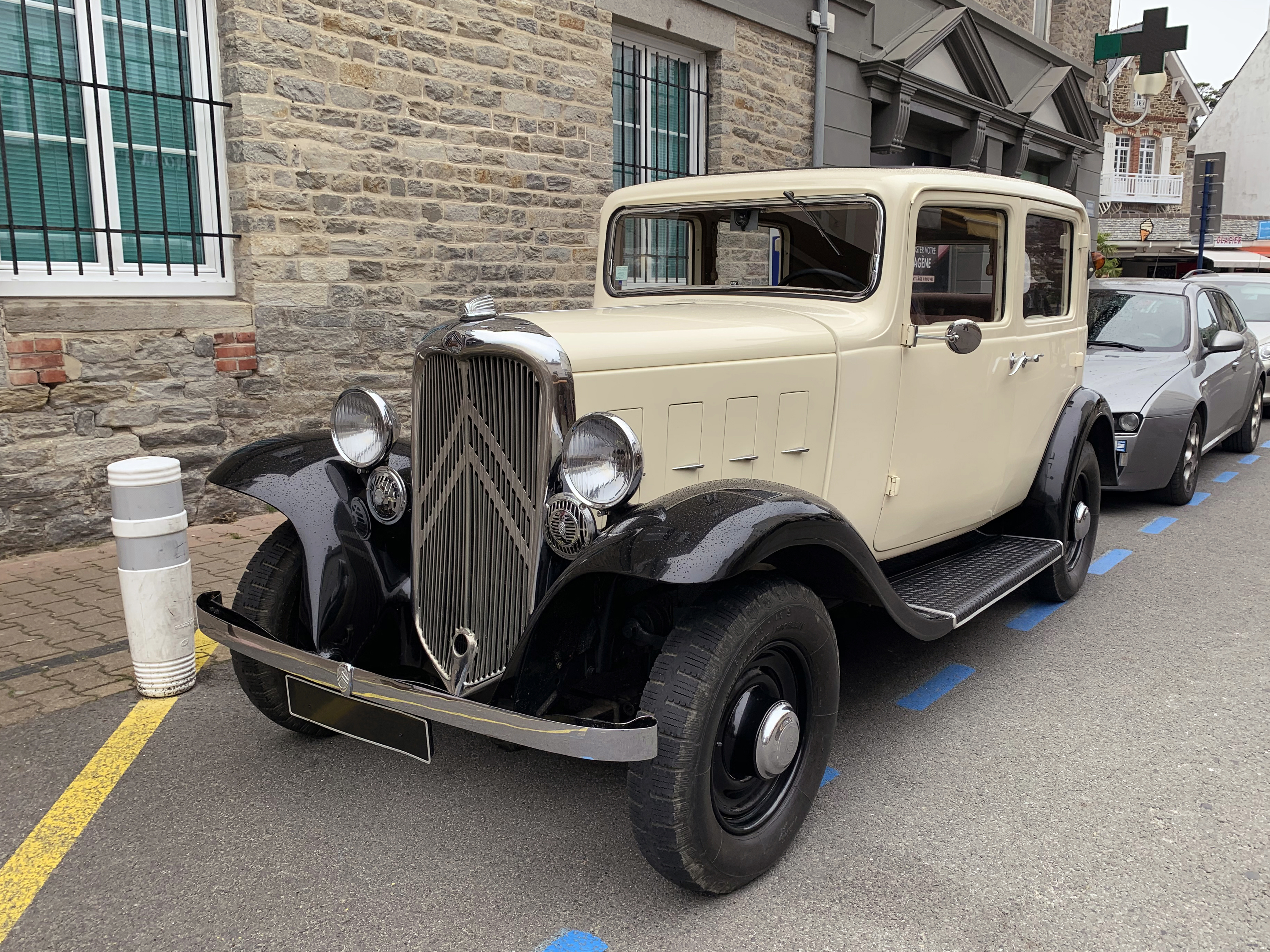
Conduite intérieure vue de 3/4 avant gauche. (1)
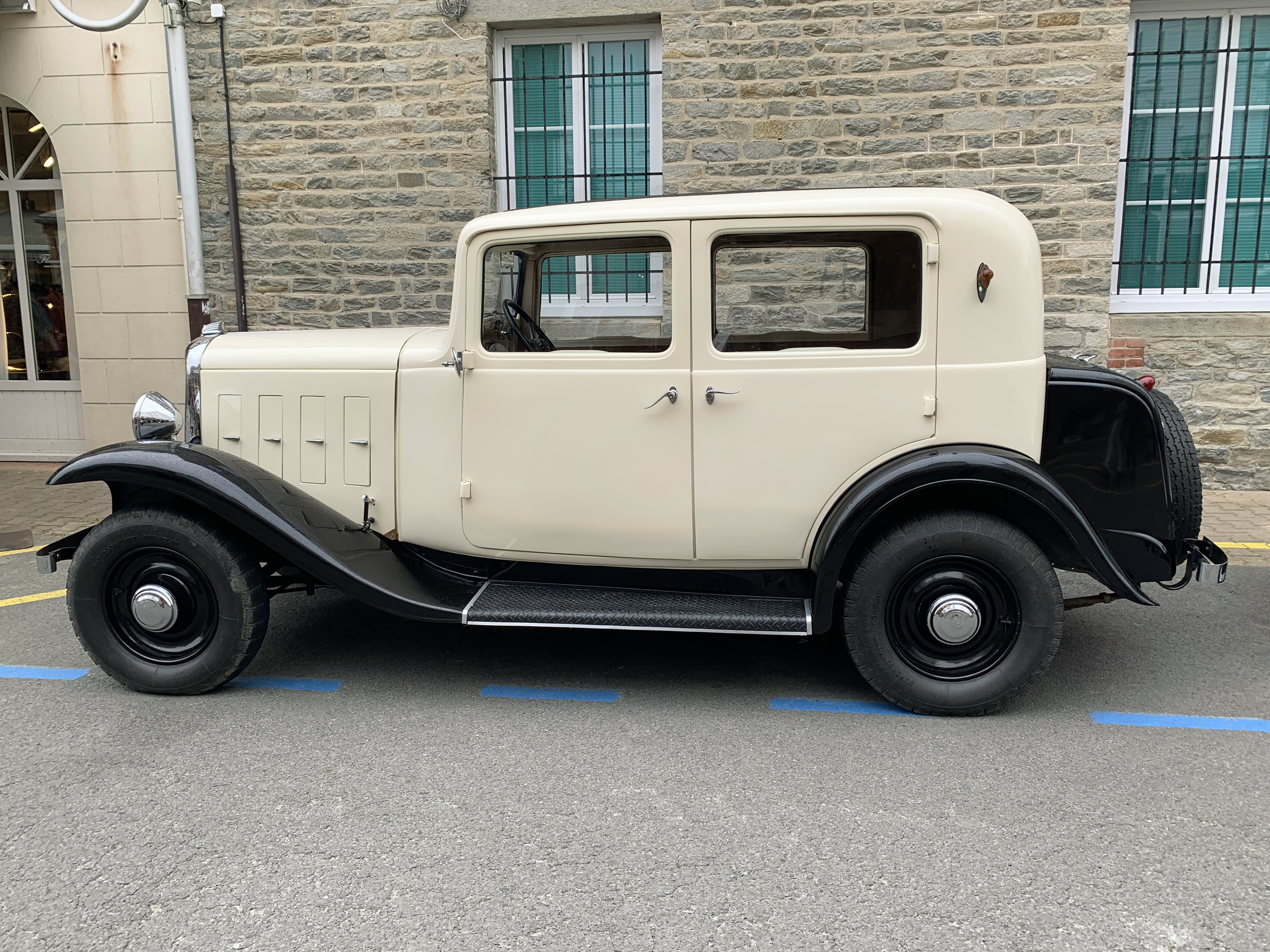
Conduite intérieure avec coffre et roue de secours. (2)
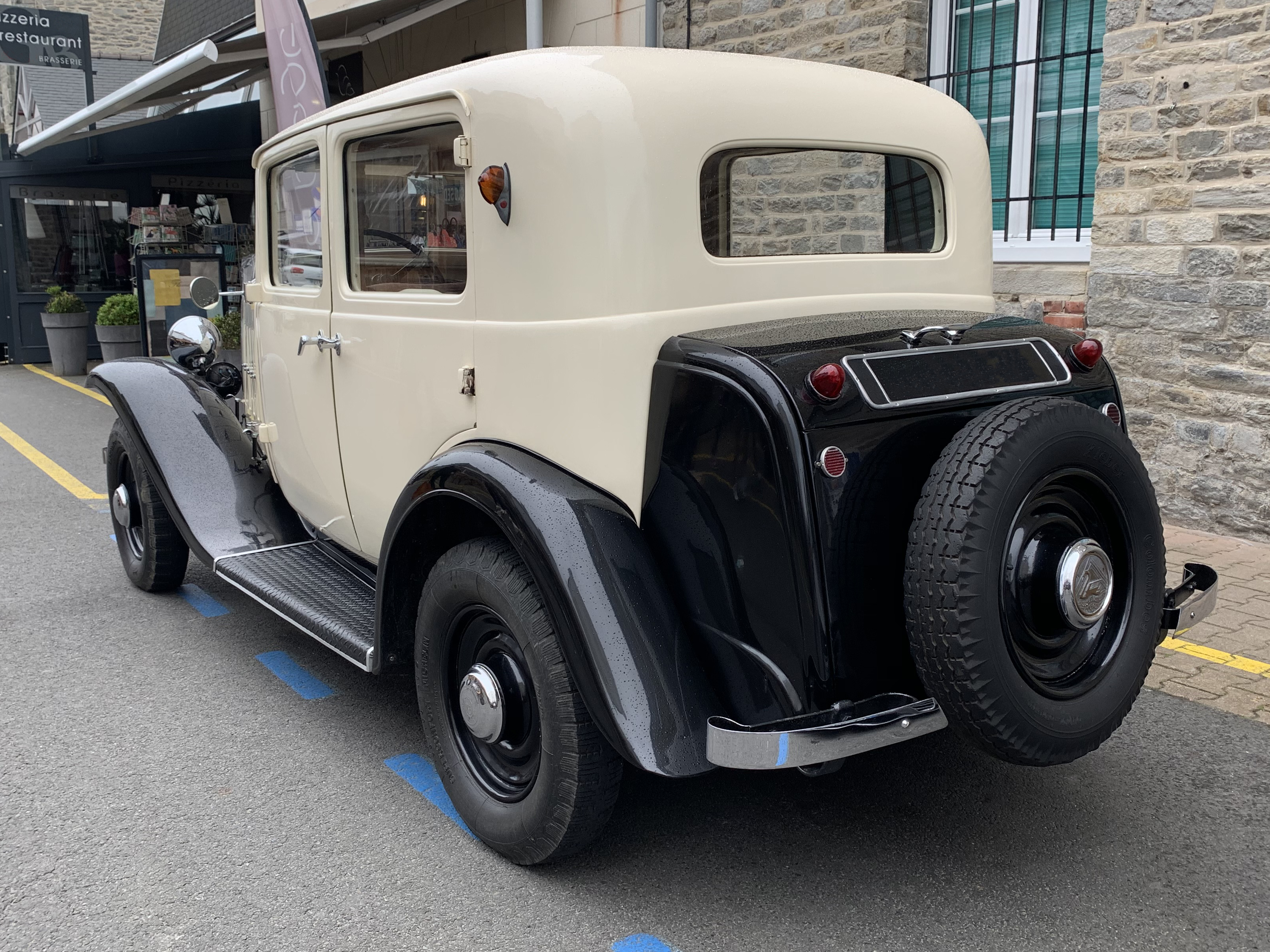
Conduite intérieure vue de 3/4 arrière gauche. (3)
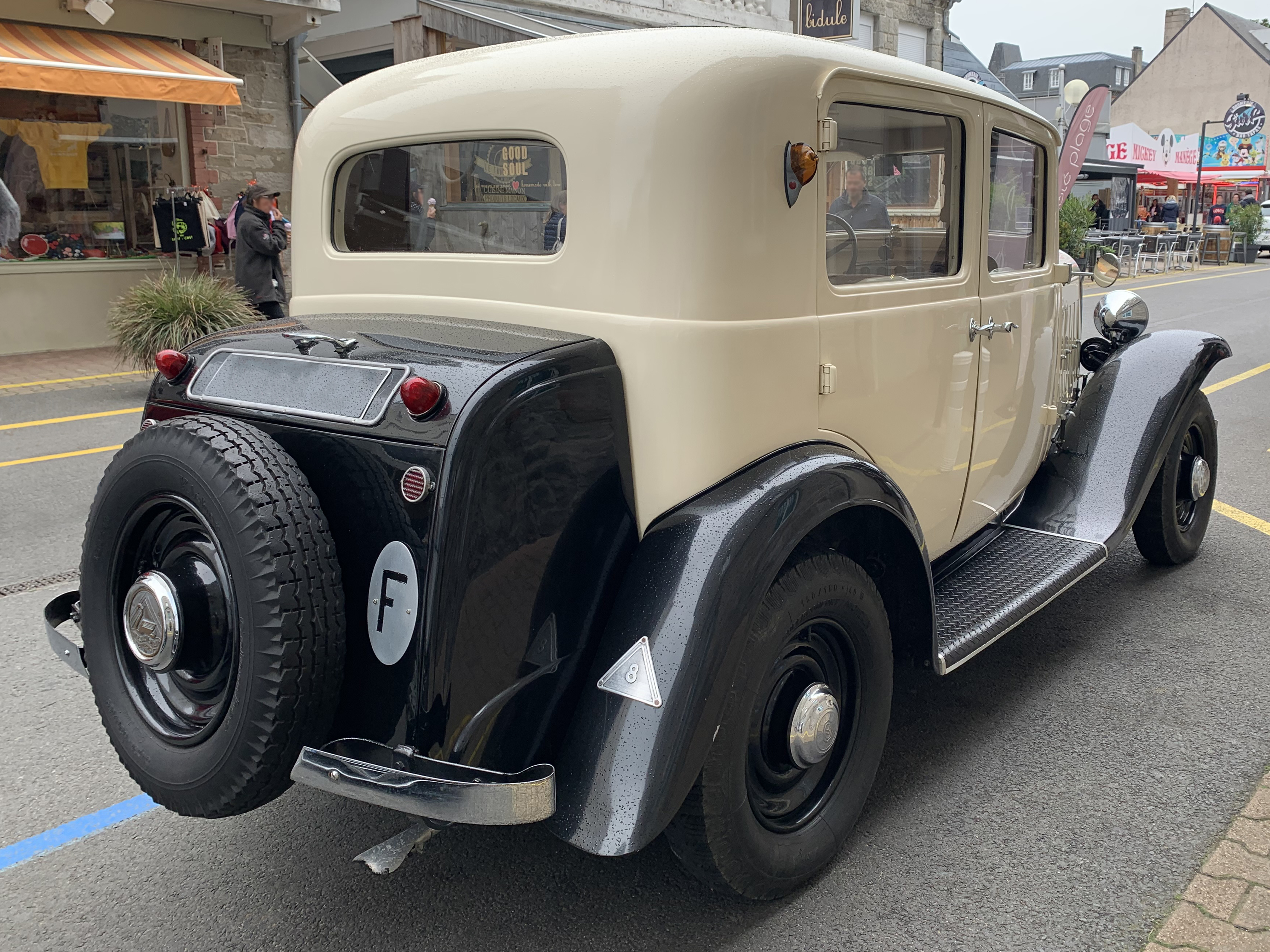
Conduite intérieure vue de 3/4 arrière droit. (4)
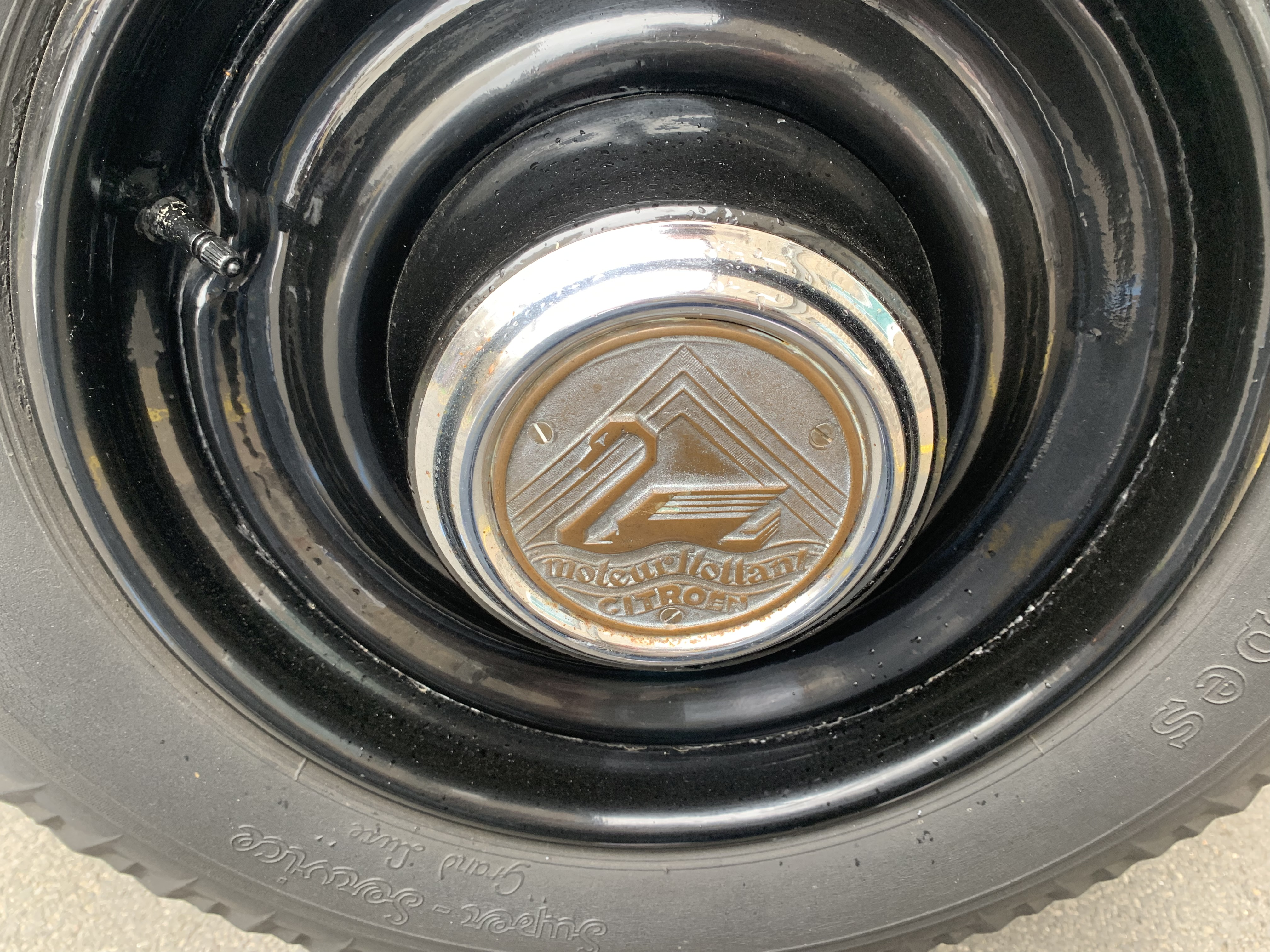
Enjoliveur de roue embouti.
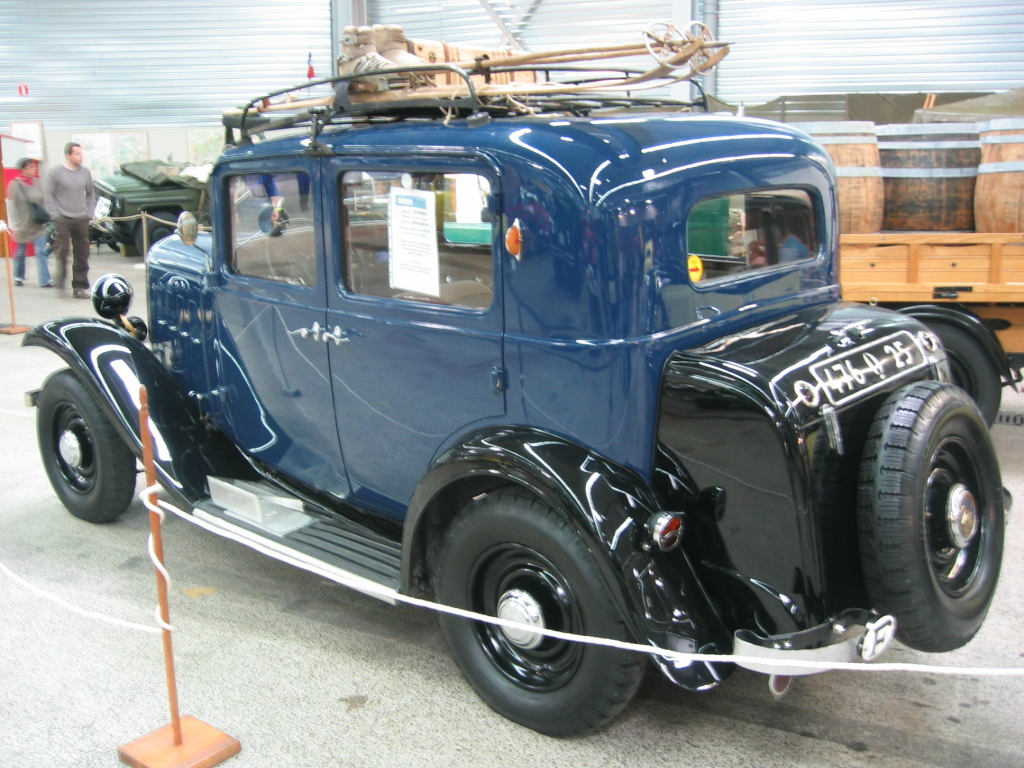
Conduite intérieure présentée dans une exposition.
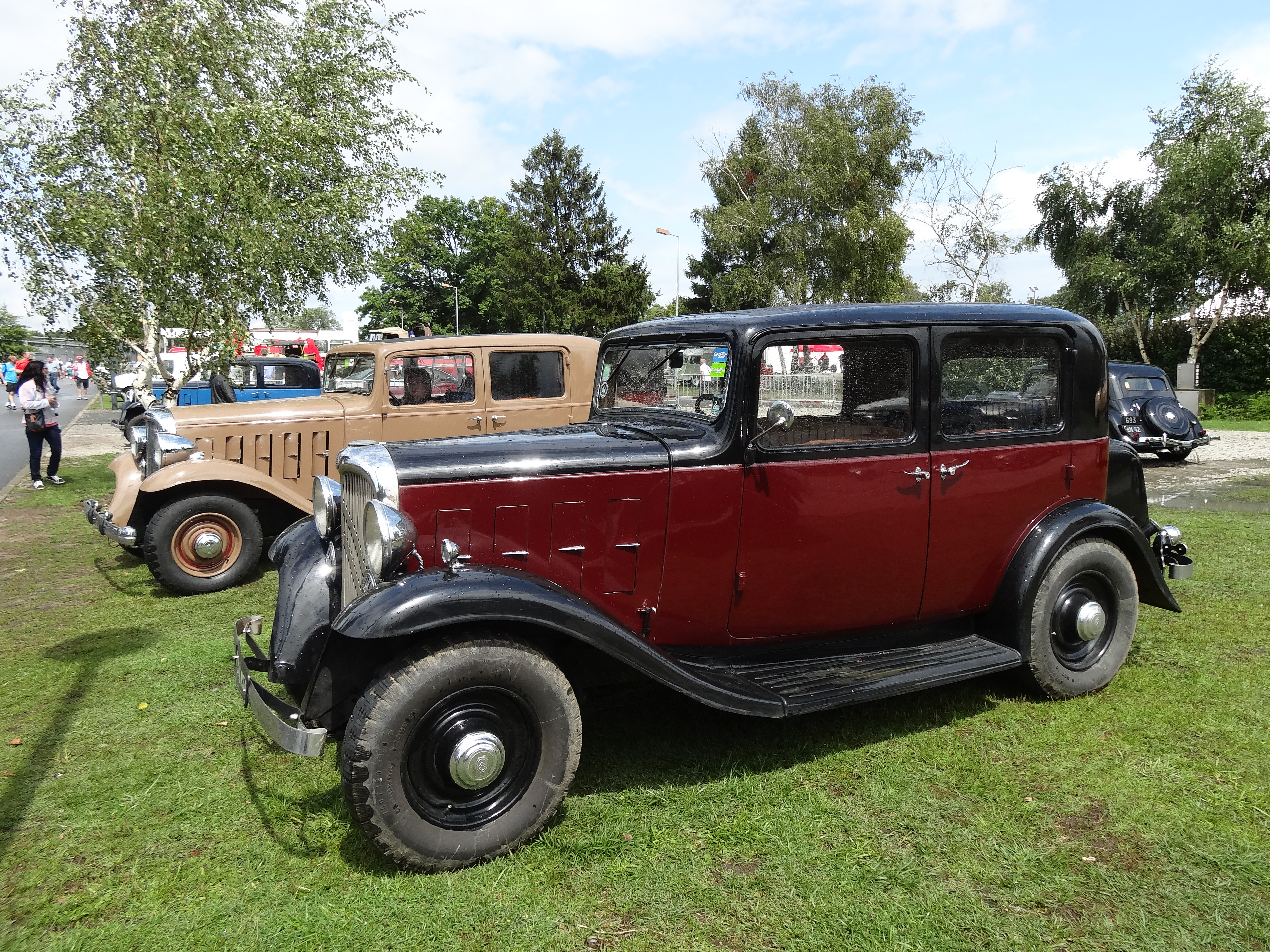
Conduite intérieure vue de côté gauche.
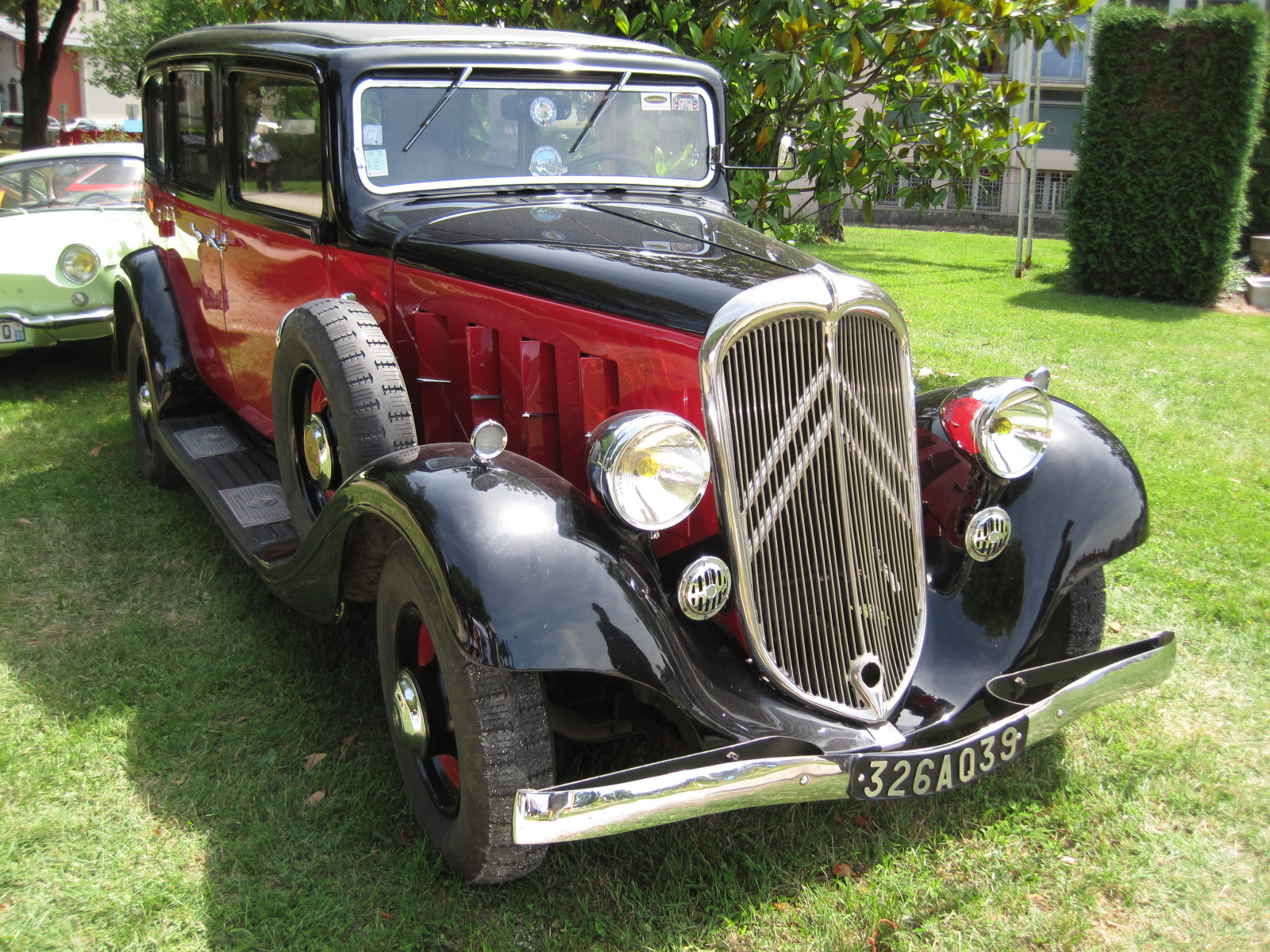
Limousine avec sa calandre et sa roue de secours sur l'aile.
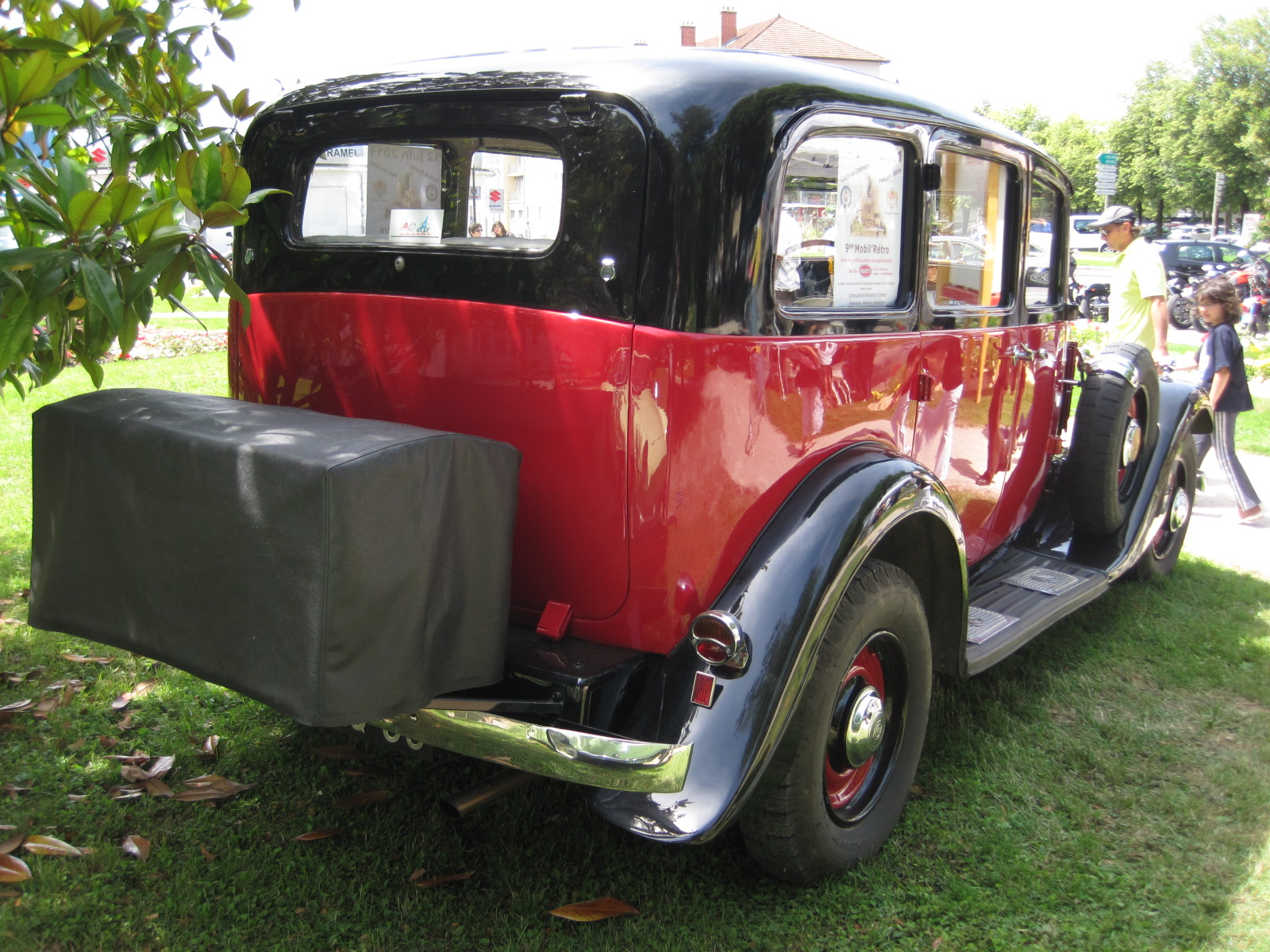
Limousine avec son coffre rajouté.

Comme la majorité des véhicules de l'époque construits sur une base châssis-caisse rigide, de nombreux carrossiers indépendants proposaient à la clientèle une diversité de carrosserie. On parle alors de carrosserie spéciale ou "de carrossier".

## Les Rosalie des Records
À la suite du Krach de 1929 qui touche de plein fouet l'Europe, le milieu automobile cherche à prouver au consommateur la supériorité de ses produits pour améliorer l'endurance de la mécanique et baisser la consommation. Ainsi, les huiles Yacco se lancent dans une série de records de vitesse et d'endurance en engageant neuf Citroën de série.
| Voiture                     | Base mécanique                         | Départ          | Arrivée           | Records |
| --------------------------- | -------------------------------------- | --------------- | ----------------- | --- |
| Rosalie I                   | Citroën C6F                            | 22 octobre 1931 | 1er novembre 1931 | 14 records internationaux (catégorie D, 2000 à 3000 cm3)                                                        |
| Rosalie II                  | Citroën C6G                            | 5 mars 1932     | 29 avril 1932     | 30 records mondiaux (toutes catégories confondues) 60 records internationaux (catégorie D, 2000 à 3000 cm3)     |
| Rosalie III                 | Citroën Rosalie 15L                    |                 |                   | Tentative de record avortée                                                                                     |
| Rosalie IV "Petite Rosalie" | Citroën Rosalie 8                      | 15 mars 1933    | 27 juillet 1933   | 106 records mondiaux (toutes catégories confondues) 191 records internationaux (catégorie F, moins de 1500 cm3) |
| Rosalie V                   | Citroën Rosalie 15L                    | 26 avril 1933   | 24 mai 1933       | 28 records mondiaux (toutes catégories confondues) 50 records internationaux (catégorie D, 2000 à 3000 cm3)     |
| Rosalie VI                  | Monoplace châssis spécial, moteur 15CV | 7 avril 1934    | 9 avril 1934      | 7 records internationaux (catégorie D, 2000 à 3000 cm3)                                                         |
| Rosalie VII                 | Citroën Traction Avant 7S              | 18 juillet 1934 | 23 juillet 1934   | 5 records internationaux (catégorie E, 1500 à 2000 cm3)                                                         |
| Rosalie VIII                | Monoplace châssis spécial, moteur 15CV | 22 juillet 1934 | 29 juillet 1934   | 8 records mondiaux 11 records internationaux (classe D, 2000 à 3000 cm3)                                        |
| Rosalie IX                  | Citroën Traction Avant 11CV berline    | 1936            | 1936              | Record d'endurance sur route ouverte, 100 000km à 1500km/jour de moyenne                                        |
| Spéciale Yacco              | Citroën Rosalie 11 UD diesel           | 1937            | 1937              | 16 records mondiaux diesel 5 records internationaux                                                             |

En 1933, le modèle 8 CV « Petite Rosalie » tourne sur le circuit de Montlhéry entre le 15 mars et le 27 juillet. Il bat ainsi le record mondial de distance sans arrêt, en parcourant 300 000 kilomètres en 134 jours à plus de 93 km/h de moyenne (le modèle obtenant au total 106 records mondiaux divers) avec à son bord César Marchand, Julien Marchand, Raphaël Fortin et Louis Le Roy de Présalé, sur 25 000 milles, 50 000 kilomètres, 50 000 milles et 100 000 kilomètres jusqu'à 300 000 kilomètres

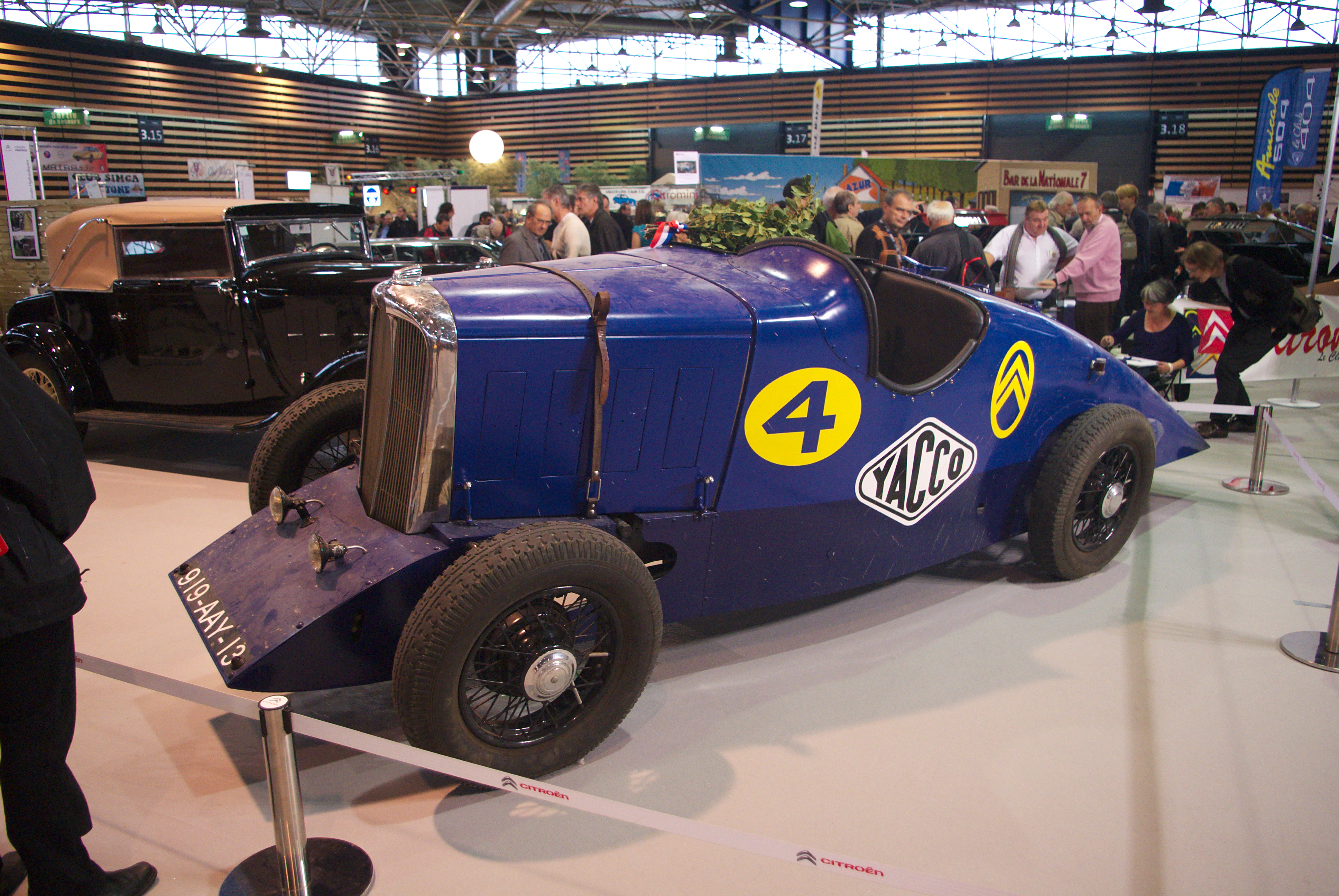
Citroën « Petite Rosalie » ou Rosalie des Records IV au salon Epoq'Auto 2012.

Les huiles Spidoléine lanceront une opération similaire en 1933 en engagent une Rosalie 15L nommée successivement "Spido 1" puis "Spido 2".

## Classement dans le système fiscal et assurantiel français
En plus des trois modèles/moteurs officiels de 8 CV, 10 CV et 15 CV, répertoriés ci-dessus, les moteurs 7 CV et 11 CV de la nouvelle Traction Avant ont également été installés dans la phase finale. Les modèles s'appelaient alors 7 MI et 11 MI.